# Estelí megye
Estelí  egy megye Nicaraguában. A fővárosa Estelí.

## Földrajz
Az ország nyugati részén található. Megyeszékhely: Estelí
6 tartományból áll:
1. Condega
2. Estelí
3. La Trinidad
4. Pueblo Nuevo
5. San Juan de Limay
6. San Nicolás